# Louis Chomel
Louis-Armand Chomel,  né 1688 et  mort le 25 mai 1780 à Paris, est un prélat français du XVIIIe siècle. Il est fils de Jean Baptiste Chomel, premier chambellan du duc d'Orléans.

## Biographie
Louis-Armand Chomel neveu de Jean-Jacques d'Obheil il devient son coadjuteur en 1719 avant de lui succéder come évêque d'Orange et d'être consacré le 25 juin 1721, année où la peste se déclare à Orange. D'une santé fragile, en 1730 Chomel se retire à Paris et se démet de son diocèse et devient abbé commendataire de l'abbaye de Mazan (1731-1732) et de Chaumont à partir de 1732 et survit pendant près de 50 ans et meurt à Paris.